# 群馬県民会館
群馬県民会館（ぐんまけんみんかいかん）は群馬県前橋市にある群馬県営の多目的ホール。同市内に本社を置く株式会社ベイシアが命名権（ネーミングライツ）を取得しており、2009年よりベイシア文化ホールと称している。設計は最高裁判所や警視庁の庁舎も手がけた日本を代表する建築家の一人である岡田新一。

## 概要
1971年にこけら落とし。群馬県最大のホールとしてコンサートや演劇公演、ミュージカルなどが開催されている。
会館敷地の前身は群馬大学教育学部のキャンパスで、1960年代には学生たちが当時歌った昭和の抒情歌「赤い花白い花」がこの地から全国に発信された。
1973年7月10日からは日本教職員組合の大会会場となった。市内には出席する組合員のほか、組合活動に反対する右翼活動家が約500人参集。右翼活動家は会場を中心に街宣活動を繰り広げた。警察側も2300人を動員して警備に当たった。
2008年8月の全国高等学校総合文化祭（ぐんま総文）では器楽・管弦楽部門が開催された。
完成から50年以上が経ち、施設の老朽化で2020年夏から2022年まで大規模改修工事を行うため全館休館予定としていたが、県の公共施設の再検討により無期限延期となった。2020年10月には、東京の銀座にあるアンテナショップ「ぐんま総合情報センター ぐんまちゃん家」や、榛東村のライフル射撃場などと共に廃止検討の対象となっていると報じられた。2022年4月より利用施設を大ホールと大ホールに付随する楽屋などに縮小して経費削減を図り当面存続となった。しかし、2025年度利用分については、老朽化状態や利用状況を分析するため、全面的に予約を休止することとなった。山本知事は改修の必要性が低いとし当館を廃止すると判断した
。

## 施設
- 大ホール
  - 1997席（1階席と2階席含む、1階の車椅子席3席含む）
  - 第1楽屋 - 第6楽屋
- 小ホール
  - 499席
  - 第7楽屋
- 第1リハーサル室、第2リハーサル室
- 第1展示室、第2展示室
- 会議室
  - 401 - 403号室、和室、501 - 506号室
- レストラン（2017年9月30日閉店）

利用エリア縮小
2022年4月より経費削減のため、大ホール、第1楽屋 - 第6楽屋、第1・第2リハーサル室、第1・第2展示室のみ利用対象となるが、大ホール以外は、大ホールに付随しての貸出のみ対応（展示室は控室や荷物置き場としての利用）となり、展示室やリハーサル室単独での利用は不可。